# Безпека інтернету речей
Інтернет речей (англ. Internet of Things, IoT) знаходиться лише на початку свого шляху, але вже розвивається з величезною швидкістю, і всі впроваджені нововведення додають серйозних проблем, що пов'язані з інформаційною безпекою. Новинний вебсайт Business Insider опублікував у 2013 році дослідження, яке показало, що сумнів у безпеці є для опитаних респодентів найбільшою проблемою при впровадженні технологій інтернету речей.

## Основні вразливості
Крім порушення конфіденційності традиційних мереж зв'язку (повтори, підслуховування, спотворення інформації і т. д.), виникають проблеми із захистом споживчої складової. Вони зумовлені:
- відсутністю серйозного збитку;
- відсутністю стандартів не тільки захисту, але і взаємодії;
- відсутністю в наші дні інтересу у виробників, як першої щаблі реалізації.[3].

Велику загрозу несе керування пристроїв за допомогою міжмашинної взаємодії. Жодну написану людиною програму не можна вважати стовідсотково точною; для неї пишуться різні патчі для виправлення помилок. Така ж доля чекає датчики в інтернет-пристроях. Із посиленням ролі даних пристроїв в житті людей буде збільшуватися загроза безпеці всіх даних, навіть найнезначніших на перший погляд. Необхідно оцінювати будь-який витік інформації, так як резюмування її складових може представляти небезпеку для життя як фізичних, так і юридичних осіб (найбільших компаній).
У такому разі ще виявляється важливим захищати критично важливу інфраструктуру, таку як мережа електропередачі. Необхідно підготувати базу для несподіваного аварійного випадку, а також вибрати правильне співвідношення для відкритості та вбудованої надмірності.
Одним з найбільш небезпечних напрямків атаки, на які варто звернути увагу, є DDoS-атака. Їх мета представляє з себе захоплення системних ресурсів і утруднення доступу до них інших користувачів. Так 21 жовтня 2016 року в США була здійснена серія DDoS-атак, яка призвела до глобального порушення інтернет-трафіку. Оскільки вона була спрямована на систему доменних імен (DNS), яка отримує інформацію про домени,  повсякденні активності, такі як соціальні мережі або онлайн покупки, стали недоступні на деякий час. Основні інформаційні потоки зловмисників були спрямовані на сервери компанії Dyn, яка є головним постачальником DNS-послуг для таких найбільших компаній, як Twitter, Pinterest, Reddit, GitHub, Etsy, Tumblr, Spotify, PayPal і Verizon. Здійснення таких атак стало можливим завдяки підключенню до незахищених цифрових пристроїв: Маршрутизаторів і камер відеоспостереження. Хоч вони і не є потужними комп'ютерами, але здатні генерувати величезні обсяги паразитичної інформації для серверів, особливо при одночасному підключенні.

## Проведені дослідження та аналіз даних
У січні 2014 року в журналі Forbes кібержурналіст Джозеф Стейнберг (англ. Joseph Steinberg) опублікував список пов'язаних із Інтернетом приладів, які «шпигують» за нами буквально в наших будинках. До них належать телевізори, кухонна техніка, камери. Дуже ненадійна комп'ютерна система автомобілів, яка контролює гальма, двигун, замки, капот, вентиляцію і приладову панель; ці частини системи найбільш уразливі для зловмисників під час спроби отримання доступу до бортової мережі. Також атака може бути проведена віддалено по Інтернету.
Хакерами була продемонстрована можливість дистанційного керування електрокардіостимуляторами. Пізніше вони навчилися отримувати доступ до інсулінових помп й імплантованих кардіо-дефібриляторам.
Компанія Hewlett Packard провела масштабне дослідження в 2015 році, в якому повідомляється, що 70 % пристроїв IoT мають вразливості своїх паролів, існують проблеми з шифруванням даних та з дозволами для доступу, і 50 % додатків для мобільних пристроїв не обмінюються даними.
Лабораторія Касперського — компанія, що спеціалізується на виробництві програмного забезпечення для захисту інформації, провела випробування на об'єктах, підключених до IoT, і виявила, що відеоняні можуть бути зламані для перехоплення відео та кавомашини, які передають інформацію в незашифрованому вигляді, можуть зберігати пароль мережі Wi-Fi, до якої були приєднані.
Безпека IoT стала одним з найважливіших аспектів нових технологій. Можливо здасться, що не існує ризику для даних, що передаються і зберігаються такими системами, вони не є вразливими, але реальність така, що IoT пристрої, які не мають належного захисту, піддаються атакам, які вже інфіковані шкідливим кодом для створення ботнету.

## Прогноз
Прогноз розвитку пристроїв IoT був експоненціальний, і, згідно з оцінками, до 2020 року понад 50 мільярдів пристроїв будуть підключені до Інтернету. При такому темпі зростання дуже критично постає питання безпеки пристроїв у разі відсутності процесів, що забезпечують цілісність і шифрування даних.
Всі відомості, які зберігають пристрою IoT є високо затребуваними, тому що показують цілісну картину повсякденних дій і звичок користувачів. А наявність баз даних такого змісту є корисним для різних компаній, які можуть спрямувати свої ресурси на виробництво товарів та послуг, зосереджених на звичках і уподобаннях мас. Те, що може допомогти звести до мінімуму проблеми — це шифрування і спеціальні системи захисту для завантаження і збереження даних у хмарі.